# NGC 7766
NGC 7766 (другие обозначения — PGC 72611, MCG 4-56-17, ZWG 477.18, NPM1G +26.0551) — галактика в созвездии Пегас.
Этот объект входит в число перечисленных в оригинальной редакции «Нового общего каталога».